# 旭川市立六合中学校
旭川市立六合中学校（あさひかわしりつ ろくごうちゅうがっこう）は、北海道旭川市にある公立中学校。

## 沿革
出典
- 1956年（昭和31年）4月1日 - 旭川市立六合中学校開校
- 1962年（昭和37年）2月17日 - 校歌制定
- 1963年（昭和38年）
  - 10月15日 - 火災により管理室約303坪焼失
  - 11月6日 - 火災により教室約358坪焼失
- 1964年（昭和39年）8月21日 - 焼失した校舎再建
- 1967年（昭和42年）5月4日 - 文部省生徒指導推進校に指定される
- 1976年（昭和51年）1月19日 - 旭川市立啓北中学校開校により学区分離
- 1979年（昭和54年）3月24日 - 旭川市立春光台中学校開校により学区分離
- 1984年（昭和59年）3月24日 - 旭川市立広陵中学校開校により学区分離
- 2005年（平成17年）4月1日 - 知的障害児学級を開設
- 2007年（平成19年）4月1日 - 弱視学級を開設
- 2010年（平成22年）4月1日 - 肢体不自由児学級を開設
- 2013年（平成25年）4月1日 - 病弱学級を開設

## 所在地
- 〒071-8133 旭川市末広3条2丁目4-3

## 主な卒業生
- 中田茂雄 - レスリング選手
- 杉村太蔵 - タレント
- 上野雅恵 - 柔道家
- 上野順恵 - 柔道家
- 上野巴恵 - 柔道家
- 髙平慎士 - 陸上選手